# Leptogenys quiriguana
Leptogenys quiriguana é uma espécie de formiga do gênero Leptogenys, pertencente à subfamília Ponerinae.